# Sarita Colonia
Sara Colonia Zambrano, nota come Sarita Colonia o anche come La Sarita (Huaraz, 1º marzo 1914 – Callao, 20 dicembre 1940), è stata una giovane peruviana di religione cattolica, alla quale venne attribuito il dono di ottenere miracoli e che, dopo la sua morte, divenne oggetto di devozione popolare per la sua fama di santità, anche se la Chiesa cattolica non ne ha riconosciuto il culto.

## Biografia
Nacque all’interno di una famiglia povera nel quartiere Belén, a Huaraz. Suo padre, Amadeo Colonia, era un carpentiere. Nel 1924 la madre, Rosalia Zambrano, si ammalò di bronchite e la famiglia si trasferì a Callao. Per quattro anni vissero nella città portuale per poi ritornare a Huaraz su indicazione del medico di Rosalia, alla quale era stato raccomandato di vivere in un clima secco. Dopo quattro mesi a Huaraz però Rosalia morì e toccò a Sara prendersi cura dei fratelli.
La famiglia la educò al cattolicesimo: Sara e sua sorella Esther frequentavano il collegio Santa Teresa, che era gestito dalle suore di santa Luisa di Marillac. Dopo la morte della madre lasciò il collegio per subentrarle nella gestione della casa, rinunciando al desiderio di diventare suora e non legandosi mai sentimentalmente.
Sara lavorava in un panificio di Huaraz per contribuire alle spese familiari (dopo il secondo matrimonio del padre, la famiglia era aumentata di tre figli). A sedici anni, nel 1930, si recò con il padre a Callao, dove per tre anni lavorò come bambinaia presso una famiglia italiana. Quando il padre nel 1933 rimase nuovamente vedovo, la giovane dovette prendersi cura dei fratelli minori. La famiglia si trasferì a Lima, dove Sara prima aiutò una delle sue zie in una bancarella di pesce nel Mercato Centrale, poi cercò di avviare una propria attività, ma per mancanza di fondi dovette abbandonare l'idea e si dedicò a vendere frutta, verdure e vestiti. Rimasero un anno a Lima, dove il padre fu anche ricoverato all'Ospedale “Dos de Mayo” a causa di alcuni problemi di salute.

## Morte e inizio dei pellegrinaggi
A 26 anni, il 20 dicembre del 1940, Sara Colonia Zambrano morì all'ospedale di Bellavista, presso Callao, e fu sepolta in una fossa comune nel cimitero Baquíjano e Carrillo di Callao. La fossa comune si trovava in un luogo periferico del cimitero, dove fu costruita per Sarita una cappella molto semplice.
Nel 1941 il padre di Sarita mise nella fossa comune una croce con il nome e la foto della figlia. Vicini e conoscenti della giovane cominciarono ad andarci per pregare e chiedere la sua intercessione per la soluzione dei loro problemi. Secondo la tradizione i portuali di Callao furono il primo gruppo che iniziò a rivolgersi in preghiera alla giovane.

## Gli anni settanta
Durante gli anni settanta cominciò una migrazione di massa dall'area rurale verso Lima. Di conseguenza il numero di emarginati nella capitale peruviana crebbe. Abitanti di vari insediamenti dell'area metropolitana di Lima e di Callao cominciarono a rivolgersi a Sarita Colonia, e tra loro erano numerosi i poveri e gli emarginati, che lasciavano non solo fiori e candele, ma anche gioielli d'oro e d'argento.
Le pareti interne della cappella sono ricoperte di ex voto, con nomi e fotografie di chi vuole testimoniare la sua gratitudine per i miracoli ricevuti. Accanto all'immagine di Sarita si trovano un Crocifisso e una statua della Vergine Maria. Alcuni fedeli offrono delle messe alla memoria di Sarita.
I giorni 1º marzo e 20 dicembre, date rispettivamente di nascita e di morte, sono ricordati in modo particolare dai devoti di Sarita. In queste date si celebra una Messa speciale nella cappella dedicata alla giovane, e la famiglia Colonia offre un pranzo ai presenti. Nel 2016 il cineasta Javier Ponce Gambirazio ha presentato il documentario Sarita Colonia, la tregua morale.

## Nella cultura popolare

### Musica
- Nel 1984, il Gruppo Maravilla compose la canzone Sarita Colonia.[12]

- Nel 1992, il gruppo peruviano Los Mojarras avrebbe fatto il suo debutto con una versione rock di Sarita Colonia del Gruppo Maravilla, inclusa nel loro album Sarita Colonia.[14]

- Nel 1997, venne fondato il gruppo musicale Sarita Colonia (chiamata anticamente La Sarita).[15]

- Nel 2007, la cantante di musica tradizionale Dina Páucar registrò la sua canzone intitolata Sarita Colonia.
- Nel 2014, la cantante peruviana Maricarmen Marin lanciò la sua canzone intitolata Sarita Colonia.

### Televisione
- Nel 2001, il canale televisivo peruviano ATV trasmise una mini serie intitolata Sarita Colonia, facente riferimento alla vita e ai miracoli di questa santa popolare. La mini serie venne ritrasmessa nel 2009 da TV Perù.
- Nel 2007, il canale televisivo peruviano Frecuencia latina trasmise una mini serie intitolata Por la Sarita[16], la quale faceva riferimento alla vita e ai miracoli di questa santa popolare.

### Intitolazioni
- Nel 1994, a Callao si costruì un carcere al quale venne dato il nome di Sarita Colonia[17], poiché le carceri di quell'epoca prendevano i nomi dei santi.
- Nel popolare distretto limegno di San Juan di Lurigancho esiste un mercato che porta il suo nome. È iniziata da poco la costruzione di un altro mercato chiamato Sarita Colonia, situato nella città di Atalaya nella Regione di Ucayali.[18]